# التطور البصري للرضع

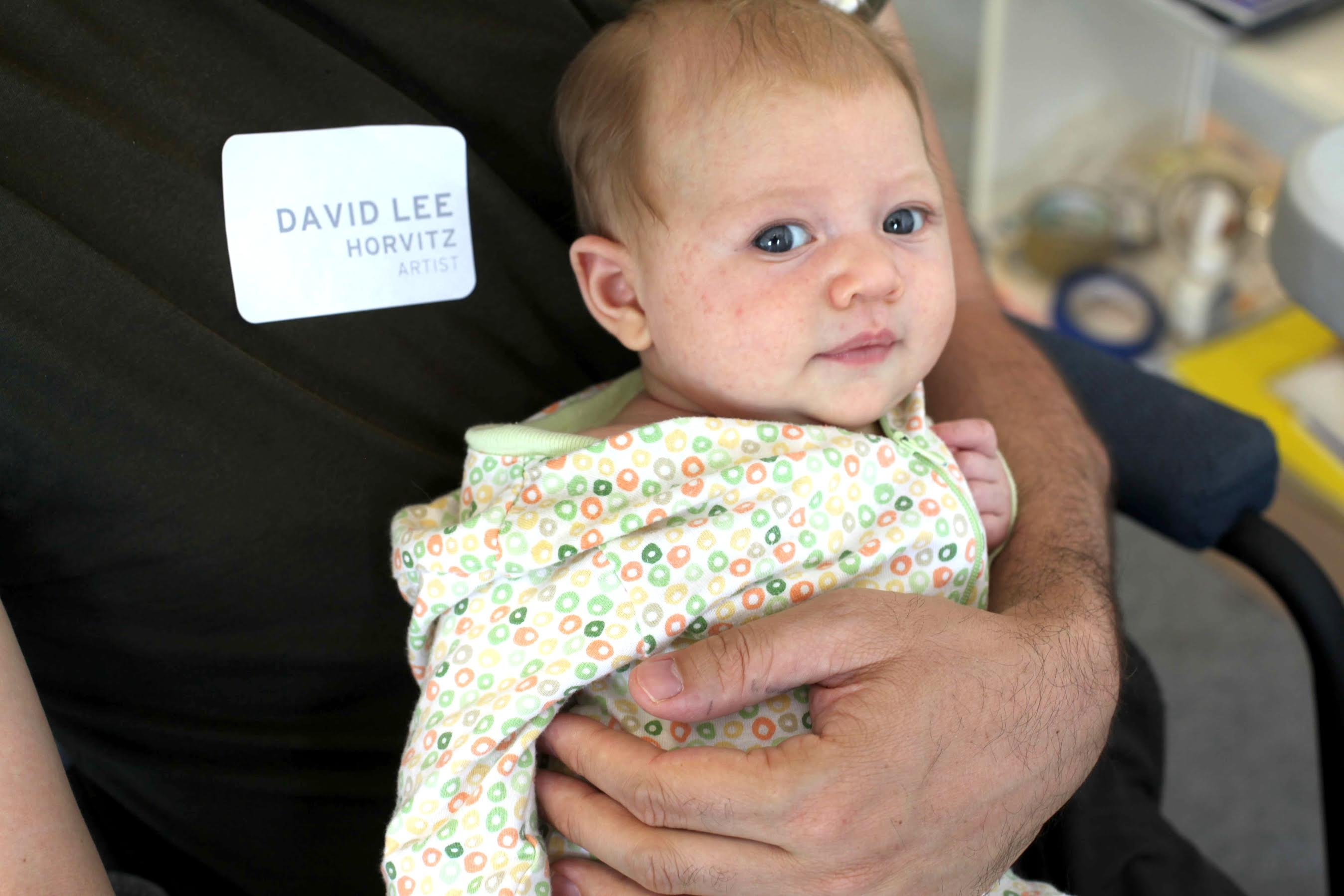

تتعلق رؤية الرضّع بتطور القدرة البصرية لديهم من الولادة حتى السنوات الأولى من الحياة. تشمل جوانب الرؤية البشرية التي تتطور بعد الولادة: حدة البصر والتتبع وإدراك اللون وإدراك العمق والتعرف على الأجسام.
خلافاً للعديد من الأجهزة الحسية الأخرى، يتطور الجهاز البصري البشري -بمكوناته من العين حتى الشبكات العصبية- إلى حد كبير بعد الولادة، وخاصة في السنوات الأولى من الحياة. توجد الهياكل البصرية بشكل كامل عند الولادة ولكن إمكانياتها تكون غير ناضجة. ومنذ اللحظة الأولى في الحياة، تكون هناك بعض المكونات الفطرية في النظام البصري للرضيع. يمكن للأطفال حديثي الولادة اكتشاف التغيرات في السطوع، والتمييز بين الأجسام الساكنة والمتحركة، بالإضافة إلى تتبع الأجسام المتحركة في حقولهم البصرية. لكن العديد من هذه المناطق غير متطورة. ومع التحسنات البدنية مثل زيادة المسافات بين القرنية والشبكية، وزيادة أبعاد الحدقة، وتعزيز المخاريط والعصي، تتحسن قدرة الرضيع البصرية بشكل كبير. لا يزال المسار العصبي والتغيرات المادية الكامنة وراء هذه التحسينات في الرؤية محوراً قوياً في البحث. وبسبب عدم قدرة الرضيع على التعبير شفهياً عن مجاله البصري، يعتمد البحث المتنامي في هذا المجال بشكل كبير على الإشارات غير اللفظية بما في ذلك قدرة الرضيع الواضحة على اكتشاف الأنماط والتغييرات المرئية. يمكن تقسيم المكونات الرئيسية للنظام المرئي إلى الحدة بصرية، وإدراك العمق، وحساسية اللون، وحساسية الضوء.
بتوفير فهم أفضل للجهاز البصري، يصبح من الممكن إنشاء علاجات طبية في المستقبل لطب عيون الأطفال والرضّع. بالإضافة إلى إنشاء جدول زمني حول تطور الإدراك البصري لدى المواليد الجدد والرضّع «الطبيعيين»، يمكن أن يُلقي البحث بعض الضوء على التشوهات التي تنشأ وتتداخل غالبًا مع النمو والتغيير الحسي المثاليين.

## التطور

### الحدة
حدة البصر، هي قوة العين على استبيان التفاصيل الدقيقة، وهي عنصر رئيسي في الجهاز البصري للإنسان. لا تتطلب فقط قدرة عضلات العين -عضلات المحجر (الحجاج)  والعضلات الهدبية- على التركيز على جسم معين من خلال الانقباض والاسترخاء، بل تتطلب أيضًا الأجزاء الأخرى من شبكية العين مثل النقرة لتشكيل صورة واضحة على شبكية العين. تزداد قوة العضلات التي تبدأ الحركة منذ الولادة وحتى عمر الشهرين، وعندها يستطيع الرضّع التحكم بأعينهم. ومع ذلك، تبقى الصور غير واضحة لأول شهرين بسبب المكونات الأخرى للنظام البصري مثل نقرة العين والشبكية ودوائر الدماغ التي تكون في مراحل نموها. هذا يعني أنه رغم قدرة الرضيع على التركيز على صورة واضحة على الشبكية، إلا أن النقرة والأجزاء البصرية الأخرى من الدماغ  تكون غير ناضجة كفاية لنقل صورة واضحة. تعد حدة البصر عند الأطفال حديثي الولادة محدودة جدًا مقارنةً بالبالغين؛ إذ تزداد من 12 إلى 25 ضعفًا عند البالغين العاديين. من المهم ملاحظة أن المسافة من القرنية في مقدمة عين الرضيع إلى الشبكية الموجودة خلف العين هي 16 - 17 مم عند الولادة، و20 - 21 مم في عمر السنة  و23 - 25 مم في سن المراهقة والبلوغ وتنتج عن هذا صور شبكية أصغر للرضّع. تتراوح رؤية الرضّع الذين تقل أعمارهم عن شهر واحد بين 6/240 و 6/60 (20/800 إلى 20/200). وبمرور شهرين، تتحسن حدة البصر إلى 6/45 (20/150). في غضون أربعة أشهر، تتحسن الحدة بمعامل 2 بنسبة 6/18 (20/60) للرؤية. تصل الحدّة مع نمو الرضيع إلى مستوى البالغين الأصحاء 6/6 (20/20) في عمر الستة أشهر.
من الطرق الرئيسية المستخدمة لقياس مدى حدة البصر أثناء الطفولة هي اختبار حساسية الرضيع للتفاصيل البصرية مثل مجموعة من شرائط الخطوط السوداء في صورة تصوِيريّة. أظهرت الدراسات أن معظم الأطفال في عمر الأسبوع الواحد يمكنهم التمييز بين الحقل الرمادي والحقل الأسود المخطط بدقة على بعد قدم واحدة. وهذا يعني أن معظم الأطفال ينظرون لفترة أطول إلى المحفزات البصرية المزخرفة بدلاً من المحفزات العادية قليلة الزخرفة.
يُطور الرضّع تدريجيًا القدرة على تمييز شرائط الخطوط القريبة من بعضها. وهكذا، بقياس عرض الشرائط والمسافة بينها وبين عين الرضيع، يمكن تقدير مدى حدة البصر، يشير اكتشاف شرائط أكثر دقة إلى مستوى أفضل من الحدة. ويفضل استخدام المحفزات البصرية عند فحص الرضّع، فقد تبين أن الأطفال في عمر الشهر يحدقون كثيرًا في الأجسام ذات السمات الواضحة والبارزة سواء كان منحنى شديدًا أو حافة. ابتداءً من عمر الشهرين، يبدأ الرضّع بتوجيه حركة أعينهم نحو داخل الجسم، ولكن مع التركيز على السمات القوية. وقد اكتُشف أن الرضّع منذ عمر الشهر يفضلون المؤثرات البصرية المتحركة بدلًا من الثابتة.

### الوجوه
يستطيع المولود الجديد بشكل استثنائي التمييز في الوجه والتعرف عليه بعد الولادة بفترة وجيزة. ولذلك، ليس غريبًا أن ينمي الرضّع تعرفًا قويًا على وجوه أمهاتهم. وأظهرت الدراسات أن حديثي الولادة يفضلون وجوه أمهاتهم بعد أسبوعين من ولادتهم. في هذه المرحلة، يركز الأطفال انتباههم البصري على صور أمهم لفترة أطول من صورة الغرباء تمامًا. وأظهرت الدراسات أن الأطفال الرضّع حتى في عمر أربعة أيام ينظرون إلى وجه أمهاتهم لفترة أطول من نظرهم لوجه الغرباء فقط عندما لا ترتدي الأم وشاح رأس. قد يشير هذا إلى أن خط الشعر والمحيط الخارجي للوجه يلعبان جزءاً أساسيًا من التعرف على الوجه لدى حديثي الولادة. وفقاً لمورير وسالاباتيك، يمسح الطفل في عمر الشهر المحيط الخارجي للوجه، مع تركيز قوي على العينين، بينما يمسح في عمر الشهرين نطاقًا أوسع ويركز على ملامح الوجه، بما في ذلك العيون والفم.
وعند مقارنة ملامح الوجه بين الأنواع، وُجد أن الأطفال الرضّع في عمر الستة أشهر أفضل في تمييز معلومات الوجه للبشر والقرود من الأطفال الأكبر. ووُجد أن كلاً من البالغين والأطفال في عمر التسعة شهور يمكنهم التمييز بين صور الوجوه البشرية؛ ولكن لا الرضّع ولا البالغين لديهم نفس القدرات عندما يتعلق الأمر بصور القرود. ومن ناحية أخرى، تمكن الأطفال الرضّع في عمر الستة أشهر من التمييز بين ملامح الوجوه البشرية ووجوه القرود. وهذا يشير إلى وجود تضييق في معالجة الوجه، نتيجة لتغيرات الشبكة العصبية في الإدراك المبكر. وهناك تفسير آخر مفاده أن الأطفال الرضّع ليس لديهم أي خبرة مع وجوه القرود، وأن الخبرة في الوجوه البشرية ضئيلة نسبيًا. ويؤدي هذا إلى نظام تعرف على الوجه مضبوط بشكل أوسع، وبالتالي إلى ميزة في التعرف على هوية الوجه بشكل عام (أي بغض النظر عن الأنواع). وعلى النقيض من ذلك، فقد ضبط البالغون الأصحاء بسبب تفاعلهم مع الناس بشكل متكرر حساسيتهم تجاه معلومات وجه للإنسان، ما أدى إلى التخصص القشري.

### إدراك العمق
يعتمد الرضّع وكذلك البالغون لإدراك العمق على عدة إشارات مثل المسافات والحركة. مثلًا، توفر حقيقة أن الأجسام القريبة من المراقب تملأ مساحة أكبر في مجال رؤيتنا أكثر من الأجسام الأبعد، بعض الإشارات إلى إدراك العمق للرضّع. أظهرت الدلائل أن عيون المواليد الجدد لا تعمل بنفس الطريقة التي تعمل بها لدى الأطفال الأكبر سنًا أو البالغين؛ ويرجع ذلك بشكل أساسي إلى ضعف التنسيق بين العينين. تتحرك عيون حديثي الولادة في نفس الاتجاه فقط حوالي نصف الوقت. ترتبط قوة التحكم في عضلات العين بشكل إيجابي لتحقيق إدراك العمق. تتكون عيون الإنسان بحيث تعكس كل عين تحفيزًا بزاوية مختلفة قليلًا، وبالتالي تنتج صورتين تُعالجان في المخ. توفر هذه الصور المعلومات المرئية الأساسية المتعلقة بالمعالم ثلاثية الأبعاد للعالم الخارجي. لذلك، فإن قدرة الرضيع على التحكم في حركة عينه والتقارب على كائن واحد أمر مهم لتطوير إدراك العمق.
يرجع الفضل في أهم الاكتشافات في إدراك العمق لدى الرضّع إلى الباحثين إليانور جي جيبسون وآر.دي. ووك. طور ووك وجيبسون جهازًا يُسمى الجرف البصري، يمكن استخدامه للبحث في إدراك العمق البصري عند الرضّع. باختصار، وُضع الأطفال الرضّع على لوحة زجاجية تحتوي في أحد جانبيها على انحدار وهمي حاد (الجانب العميق) وعلى قاعدة في الجانب الآخر (الجانب السطحي). في الواقع، كان كلا الجانبين مغطيين بالزجاج وآمنين للرضّع. وجد ووك وجيبسون من تجربتهما، أن غالبية الأطفال الذين تتراوح أعمارهم بين 6 أشهر و 14 شهرًا لم يعبروا من الجانب السطحي إلى الجانب العميق بسبب شعورهم الفطري بالخوف من الارتفاع. خلص ووك وجيبسون من هذه التجربة إلى أن الرضيع يطور شعورًا بالعمق في عمر الستة أشهر. ولكن، اقتصرت هذه التجربة على الأطفال الذين يمكنهم الزحف أو المشي بشكل مستقل.
للتغلب على القيود المفروضة على اختبار الرضّع غير المتحركين، ابتكر كامبوس وزملاؤه تجربة تعتمد على ردود فعل معدل ضربات القلب عند الرضّع عند وضعهم في بيئات تعكس سيناريوهات مختلفة للعمق. وضع كامبوس وزملاؤه أطفالًا في عمر الستة أسابيع على «النهاية العميقة» للجرف البصري، فانخفض معدل ضربات القلب للرضّع البالغين ستة أسابيع ولوحظ لديهم شعور بالانبهار. ولكن، عندما أُنزل الرضّع في عمر السبعة أشهر على نفس الجانب الوهمي «العميق»، تسارع لديهم معدل ضربات القلب بسرعة وبدؤوا في التذمر. استنتج ووك وجيبسون أن الأطفال قد طوروا شعورًا بالعمق البصري قبل بدء الحركة. لذلك، يمكن أن نستنتج أنه في وقت ما عند بداية الزحف في عمر 4-5 أشهر، يبدأ إدراك العمق في تقديم نفسه بقوة.